# Relaciones Checoslovaquia-Venezuela
Las relaciones Checoslovaquia-Venezuela fueron las relaciones internacionales entre la Checoslovaquia y Venezuela.

## Historia
Después de la invasión de Checoslovaquia por el Pacto de Varsovia en 1968, Teodoro Petkoff, miembro del Partido Comunista de Venezuela, exguerillero y periodista venezolano, escribió el libro Checoslovaquia: el socialismo como problema, condenando la invasión y proponiendo el socialismo democrático. La obra tuvo una importante influencia internacional; como consecuencia, Leonid Brézhnev, secretario general del Partido Comunista de la Unión Soviética, declaró a Petkoff como una "amenaza" para el comunismo internacional, junto con el francés Roger Garaudy y el austríaco Ernst Fischer(quienes, al igual que Petkoff, eran parte de los comités centrales de los partidos comunistas de sus respectivos países y publicaron obras ese año condenando la invasión y denunciando al comunismo soviético por antidemocrático y antihumanista). En base a este ideal, Petkoff y otros partidarios fundan el partido Movimiento al Socialismo el 17 de enero de 1971.